# Katakombe
Katakombe so bila podzemna pokopališča, ki so se uporabljala v antiki. Najbolj znane so krščanske katakombe, čeprav so jih gradili tudi pripadniki drugih religij. Že Etruščani  in Judje so na primer poznali podzemne sobe za pokop mrtvih. Za razliko od drugih, so kristjani uporabljali katakombe tudi kot svetišča, ker so se v njih zbirali k skupni molitvi ob grobovih mučencev. Kljub prikladnosti pa jih kristjani v času preganjanj niso uporabljali za zatočišče, kamor bi se verniki skrili.

## Pomen besede katakombe
Pomen imena katakombe je bil dolgo nejasen. Katakombe so preučevali zlasti Marchi, De Rossi in  Ducanges; vendar je šele De Waal kot prvi opazil, da stari potopisi (latinsko itinerarium) vse do 8. stoletja uporabljajo naziv katakombe samo v zvezi s katakombami Sv. Sebastijana. Novejša izkopavanja so odkrila na dnu prepada poleg Sebastijanovih katakomb še iz poganskih časov izvirajoče pokopališče, ki ga je sestavljalo nekaj grobnic. Tako so odkrili tudi izvirni pomen besede katakombe. Stari Rimljani so namreč globoko brezno poleg Apijeve ceste  (latinsko Via Appia) – med drugim in tretjim miljskim kamnom – imenovali grško κύμβαι, latinizirano: kymbai, pokrajino poleg pa grško κατά κύμβας, latinizirano: kata kymbas), torej 'poleg brezna'.

## Oblika katakomb
Krščanske katakombe so bile skopane večinoma v tufu, ki je relativno mehka kamnina. V globini med 7 in 30 metri so bili izkopani rovi v več nadstropjih, široki 2 do 3 metre in prav toliko visoki. V stenah rovov so bile izkopane grobnice, pravokotne luknje, dolge do poldrugega metra in samo pol metra visoke. V te luknje so shranjevali trupla pokojnih, včasih v skromni krsti, večinoma pa samo zavita v laneno rjuho, nakar je bila luknja zazidana z opekami ali marmornatimi ploščami. Običajne so bile tudi skupinske ali družinske grobnice. V določenih presledkih so bili rovi povezani s površjem z navpičnimi kvadratnimi rovi, ki so dovajali zrak in svetlobo. Nekateri od teh so bili opremljeni z navpičnimi stopnicami in so služili za vhod in izhod.

## Lokacija
V 4. stoletju se kristjanom ni bilo več treba skrivati in so začeli graditi cerkve na površju, posmrtni ostanki prvih vernikov so bili preneseni v cerkve in katakombe so bile pozabljene. Šele v 16. stoletju je slučajno odkritje podzemnega pokopališča v Rimu zbudilo nekaj zanimanja za stvar, a le iz arheološkega vidika. Sistematično proučevanje in odkrivanje katakomb se je razvilo šele v prvi polovici 19. stoletja.
Razumljivo je, da je večina krščanskih katakomb v Rimu, a poleg teh je bilo odkritih še kakih 50 po vsem Laciju in nadaljnjih približno 40 po ostalem italijanskem ozemlju. Katakombe so tudi na Malti, predvsem okoli Mdine, ki je bila v rimski dobi glavno mesto otoka. Zanimiv je način njihove gradnje, ki dokazuje samostojni razvoj verskih obredov in z njimi povezane arhitekture. Medtem ko so rimske katakombe zaporedje rovov, do katerih vodijo po navadi navpične stopnice na več mestih, so malteške katakombe sestavljene iz velikega osrednjega prostora, iz katerega se rovi raztezajo na vse strani.
Znane so tudi Tunizijske katakombe v kraju Sousse, ki pričajo o krščanski preteklosti mesta. Fino obdelani rovi in predvsem njihova višina dajejo razumeti, da te katakombe niso bile zidane skrivaj in niso bile zatočišče preganjanih vernikov. Verjetno se v njih niso niti izvajali verski obredi, ker ni dvoran ali večjih prostorov, medtem ko 5 km rovov vsebuje kar 15 tisoč grobov. Te katakombe so bile samo bogate grobnice.
Po vsej verjetnosti obstajajo še druge katakombe/pokopališča, posebno v krajih, ki so bili važni že v rimski dobi in ki imajo geološko primerna tla, to je možnost ročnega kopanja rovov. Vendar je treba upoštevati, da je srednjeveška zmeda v Evropi dobesedno prekrila mnogo antičnih objektov.

## Katakombe samo po imenu
Po zgodovinskih katakombah je dobilo ime mnogo vrst podzemnih rovov, ki so včasih naravni, včasih posledica pridobivanja kamna, včasih tudi nalašč izkopani bunkerji.
Take katakombe so v Odesi, ki kljub svojemu imenu nimajo nobene zveze z ostalimi, saj niso nikoli služile za pokopališče ali verske obrede. Čeprav jih imenujejo katakombe, so to le rovi kraškega podzemlja, ki se razprostirajo pod vsem mestom in čigar razsežnost se ceni na 2500 km. Možnost njihovega nekdanjega koriščenja za pokopališče ni bila nikoli raziskana, ker je vsaka antična sled bila izbrisana v času Ruskega imperija, ko so te katakombe uporabljali tihotapci in framasoni. Razen tega je treba upoštevati, da je bilo v prvi polovici 19. stoletja vse to območje en sam ogromen kamnolom, od koder so črpali kamen za gradnjo mesta.
Na Češkem, kjer so sicer tudi katakombe/pokopališča (Klatovské katakomby), je skoraj v vseh večjih mestih (Praga, Brno, Liberec, Jihlava, Češke Budejovice, Karlovy Vary) najti podzemne rove.  Pod mestom Znojmo na primer, so bile katakombe izkopane med 14. in 15. stoletjem kot kleti in shrambe pod površinskimi stanovanji. Tudi v Plznu so bili podzemni rovi sestavni del mestnih hiš, ki so se gradili vse od 13. stoletja dalje za skladiščenje, a predvsem za kanalizacije, bodi za dotok pitne vode kot za odtok odpadnih voda.
Sem spadajo tudi pariške katakombe, ki so sicer grobnica, a le od konca 18. stoletja, ko je mestna uprava uredila javna pokopališča. Takrat so bili anonimni posmrtni ostanki premeščeni v opuščen podzemni kamnolom.
Tudi nekaterim skladiščem za pivo v Nemčiji pravijo katakombe, na primer tistim v Nürnbergu, ki so bila zgrajena leta 1303. V teku zgodovine so služila tudi v druge namene, predvsem kot bunkerji. Danes so muzej.